# ماريو أند سونيك آت ذا أولمبيك وينتر غيمز
ماريو أند سونيك آت ذا أولمبيك وينتر غيمز (بالإنجليزية: Mario & Sonic at the Olympic Winter Games)، هي لعبة فيديو يابانية، من تطوير ستوديو سيغا سبورتس آر أند دي وراكجين، ومن نشر شركة سيغا، ولعبة فيديو هي من ترخيص اللجنة الأولمبية الدولية، والتي تدور حول الحدث الرياضي سنة 2010 بدورة الألعاب الشتوية والتي استضافتها مدينة فانكوفر الكندية.